# Střední škola řemesel Třebíč

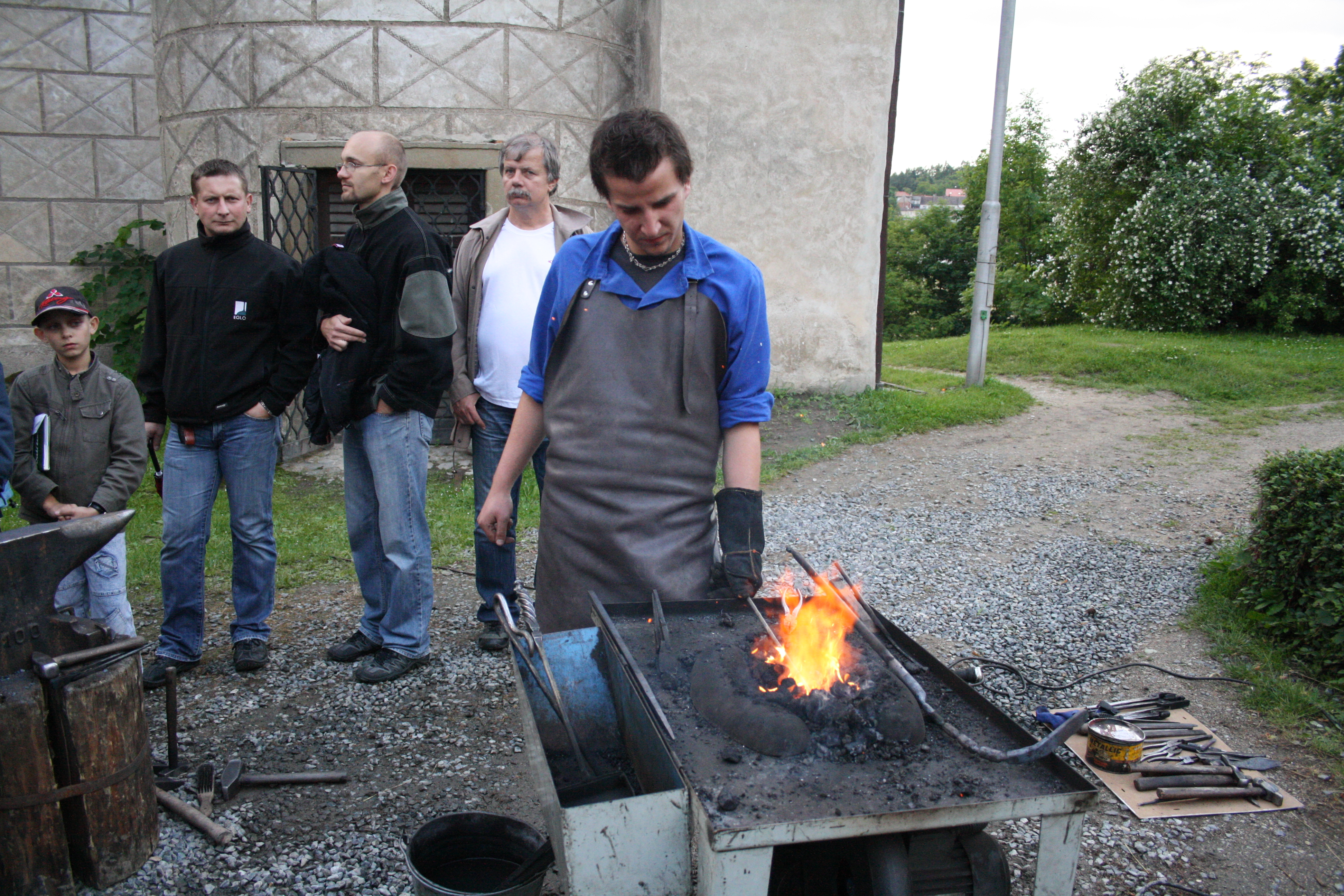
Umělecký kovář ze školy při práci

Střední škola řemesel Třebíč byla střední škola a odborné učiliště v Třebíči. Škola sídlila na Demlově ulici v části Horka-Domky. Školní dílny se nacházely v téže čtvrti v průmyslové zóně v ulici Žďárského. Škola měla se svými uměleckořemeslnými obory spoustu úspěchů na soutěžích[zdroj?]. Součástí školy od roku 1988 bylo Muzeum staré zemědělské techniky.

## Historie
Škola byla založena v roce 1950, její původní název byl Středisko pracovního dorostu. Měla být institucí pro výchovu učňů pro podniky v Třebíči, v roce 1952 však toto středisko ukončilo svoji činnost. V roce 1950 také byl opraven domov mládeže, škola a školní jídelna. Náhradou střediska se stalo Učiliště státních pracovních záloh č. 18 a poskytovalo vzdělání ve strojírenských a zemědělských oborech. V roce 1985 byla postavena budova nová, spolu s tělocvičnou. V roce 1990 bylo vytvořeno Střední odborné učiliště zemědělské a posléze došlo k přejmenování na Střední odborné učiliště řemesel. V roce 1986 byla započata stavba areálu pro výchovu pro praktické vyučování, budova byla dokončena v roce 2000 a stala se tak jedním z nejmodernějších center pro praktickou výchovu. V roce 1988 bylo při škole vytvořeno Muzeum staré zemědělské techniky.
V roce 2014 fakticky škola zanikla sloučením se Střední průmyslovou školou Třebíč. Budovy školy však zůstávají nadále v provozu a studenti je i nadále budu využívat a vyučovat se ve stejných oborech.